# Pluteus
Pluteus es un género de hongos de la familia Pluteaceae. Es un género lignícola que se alimenta de la madera podrida. Se han clasificado a 380 especies en el género. Forman parte de la micobiota de los bosques húmedos y se han identificado especies en Europa, América del Norte y del Sur. Algunas especies son psicotrópicas como Pluteus salicinus.

## Descripción

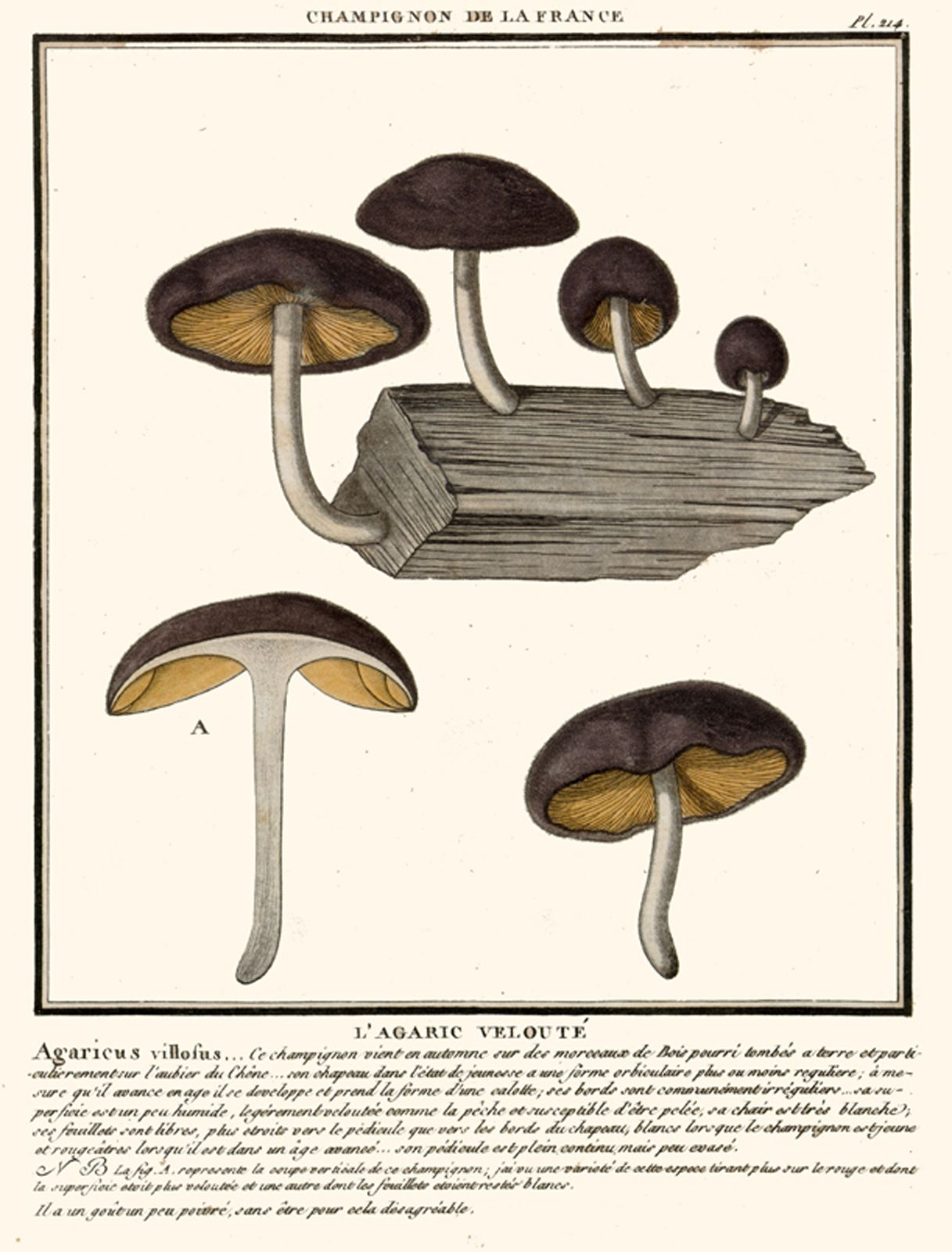
Ilustraciones de Pluteus ephebeus. El género Pluteus es lignícola.

Estos hongos crecen sobre los restos de madera, sea de origen natural o de la carpintería. Las láminas se encuentran libres, es decir, no están unidas al estipe. No hay volva o anillo (una excepción es la rara especie norteamericana reclasificada recientemente P. mammillatus, anteriormente Chamaeota sphaerospora).
Microscópicamente, a menudo tienen cistidios abundantes y distintivos. Las esporas son lisas y aproximadamente en forma de huevo, de color rosa oscuro, y pronto da un tono rosado a las branquias inicialmente pálidas. 

## Distribución y hábitat
En la región del Chaco húmedo de Paraguay se ha registrado la presencia de cuatro especies: Pluteus fibulatus, P. longistriatus, P. petasatus y P. triplocystis.

## Taxonomía
Pluteus fue descrito por el micólogo sueco Elias Magnus Fries y publicado en Corpus Florarum provincialium suecicae I. Floram Scanicam  338 en 1836.

### Especies
Algunas especies del género son:
- Pluteus atrofibrillosus (Vellinga & Justo, 2014)
- Pluteus cervinus ((Schaeff.) P.Kumm., 1871)

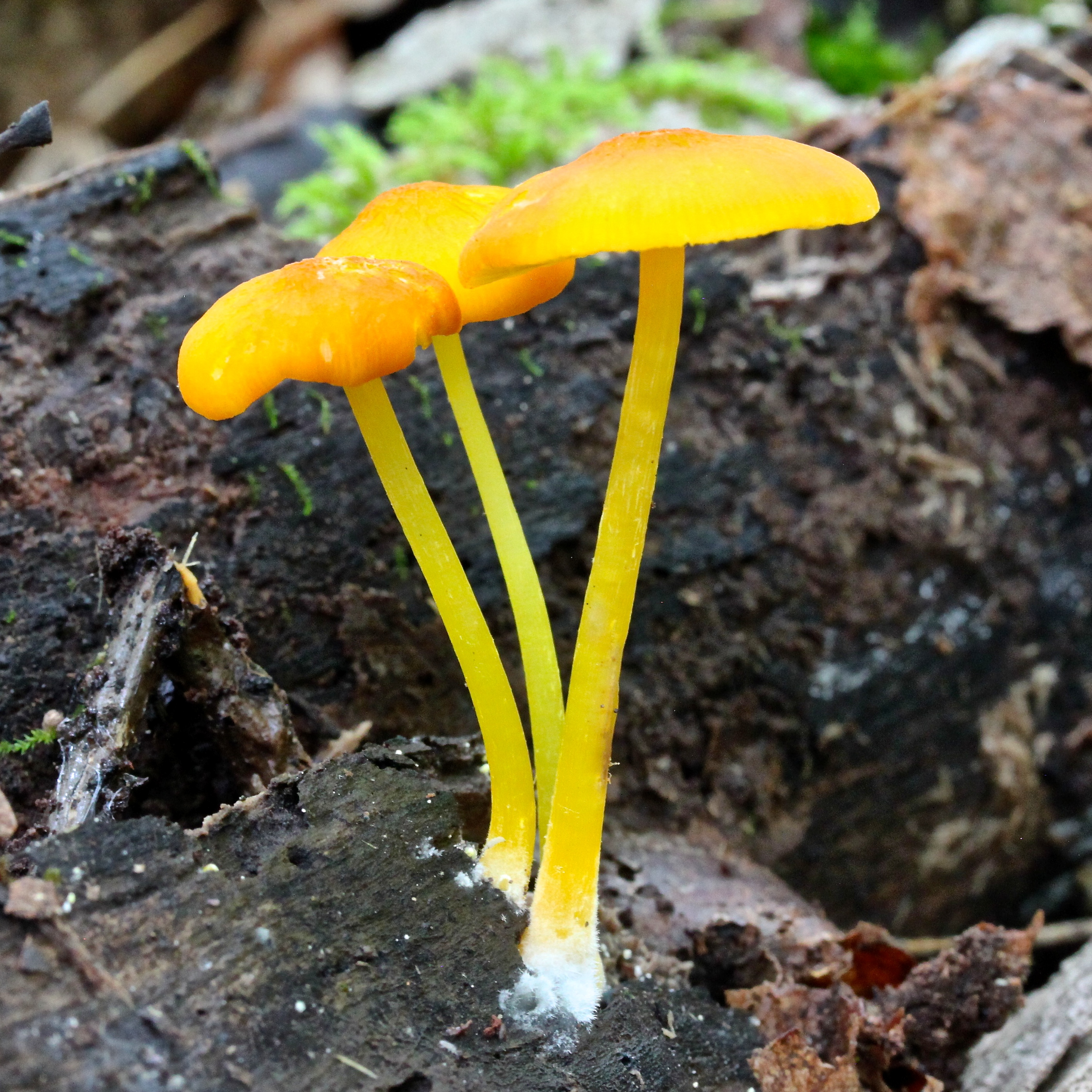
Pluteus chrysophlebius en Sewickley, Pensilvania, EE. UU.

- Pluteus chrysophlebius ((Berk. & M.A. Curtis) Sacc., 1887)

- Pluteus cyanopus (Quél., 1883)

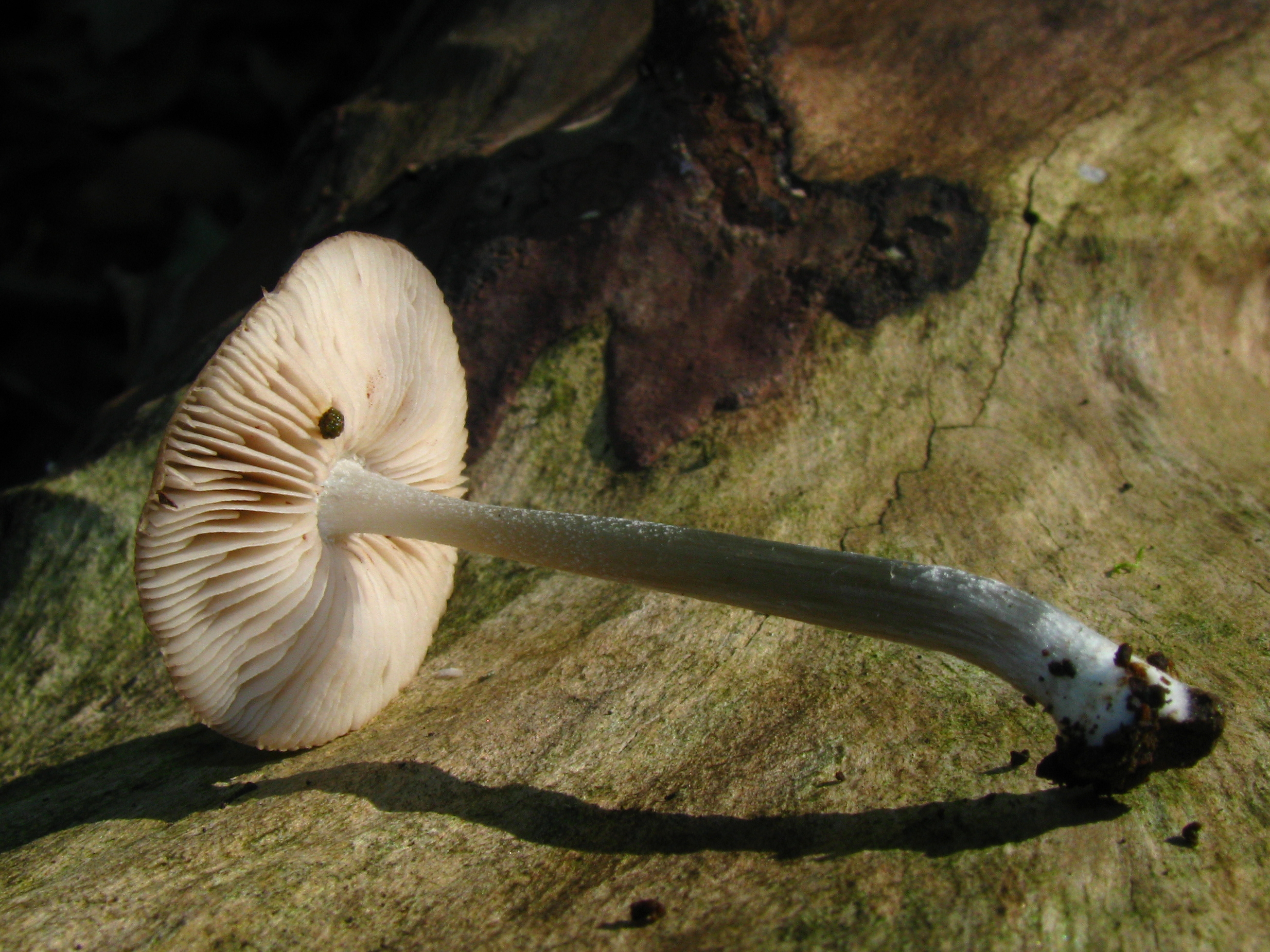
Basidiocarpo de Pluteus cyanopus en Ohio, EE. UU.

- Pluteus diptychocystis (Singer, 1954)
- Pluteus dominicanus (Singer, 1962)
- Pluteus elaphinus (Justo, 2014)
- Pluteus eliae (Singer, 1959)
- Pluteus eos (Justo & E.F.Malysheva, 2014)
- Pluteus espelatiae (Singer, 1962)
- Pluteus eucryphiae (Singer, 1969)
- Pluteus glaucus (Singer, 1961)
- Pluteus hibbettii (Justo, E.F.Malysheva & Bulyonk., 2014)
- Pluteus izurun (P. Arrillaga, 2014)
- Pluteus kovalenkoi (E.F.Malysheva, 2014)
- Pluteus leucoborealis (Justo, E.F.Malysheva, Bulyonk. & Minnis, 2014)

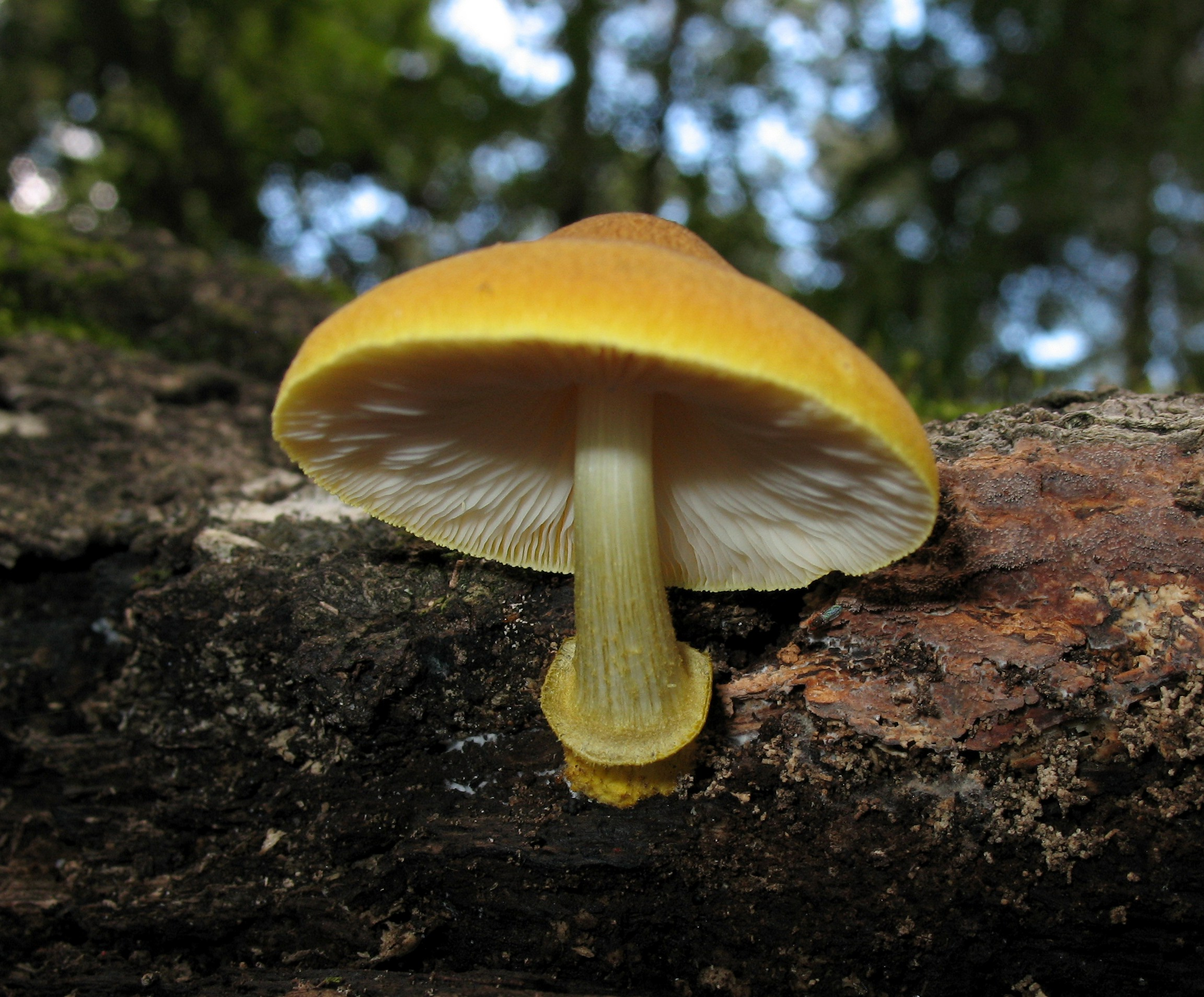
Pluteus mammillatus en Gainesville, Florida, EE. UU.

- Pluteus mammillatus ((Longyear) Minnis, Sundb. & Methven, 2006)
- Pluteus methvenii (Minnis & Justo, 2014)
- Pluteus nigroviridis (Babos, 1983)
- Pluteus oreibatus (Justo, 2014)
- Pluteus orestes (Vellinga & Justo, 2014)
- Pluteus roseipes (Höhn, 1902)
- Pluteus salicinus ((Pers.) P.Kumm., 1871)
- Pluteus sepiicolor (E.F.Malysheva, 2014)
- Pluteus shikae (Justo & E.F.Malysheva, 2014)
- Pluteus variabicolor (Babos, 1978)

## Importancia económica

### Estudios farmacológicos
Se ha determinado la presencia de los alcaloides triptamínicos psilocibina y psilocina en las siguientes especies: P. glaucotinctus, P. nigroviridis y P. salicinus. Ambos compuestos se encuentran en investigación a nivel de ensayos clínicos para su uso en el tratamiento de adicciones, la ansiedad por la muerte y la depresión severa.